# カネグラーテ
カネグラーテ（伊: Canegrate）は、イタリア共和国ロンバルディア州ミラノ県にある、人口約12,000人の基礎自治体（コムーネ）。

## 地理

### 位置・広がり

#### 隣接コムーネ
隣接するコムーネは以下の通り。
- ブスト・ガロルフォ
- レニャーノ
- パラビアーゴ
- サン・ジョルジョ・ス・レニャーノ
- サン・ヴィットーレ・オローナ

### 地震分類
イタリアの地震リスク階級 (it) では、4 に分類される
。